# Patinação sobre rodas nos Jogos Pan-Americanos de 1995
A patinação sobre rodas nos Jogos Pan-Americanos de 1995 foi disputada em Mar del Plata, Argentina. Houve competições de patinação de velocidade, patinação artística e hóquei sobre patins.

## Medalhistas
Velocidade masculino
| Evento                                 | Ouro                     | Prata                        | Bronze                         |
| -------------------------------------- | ------------------------ | ---------------------------- | ------------------------------ |
| Estrada 300 m masculino detalhes       | Derek Parra ( USA )      | Anthony Muse ( USA )         | Sergio Daniel McCargo ( ARG )  |
| Pista 300 m masculino detalhes         | Anthony Muse ( USA )     | Derek Parra ( USA )          | Sergio Daniel McCargo ( ARG )  |
| Estrada 500 m masculino detalhes       | Anthony Muse ( USA )     | Julián Fernández ( COL )     | Sergio Daniel McCargo ( ARG )  |
| Pista 500 m masculino detalhes         | Anthony Muse ( USA )     | Derek Parra ( USA )          | Adrian Victor Villegas ( ARG ) |
| Estrada 1500 m masculino detalhes      | Derek Parra ( USA )      | Jorge Botejo Naranjo ( COL ) | Chad Hedrick ( USA )           |
| Pista 1500 m masculino detalhes        | Julián Fernández ( COL ) | Anthony Muse ( USA )         | Adrian Victor Villegas ( ARG ) |
| Estrada 10000 m masculino detalhes     | Chad Hedrick ( USA )     | Martín Alejo Escobar ( ARG ) | Jorge Botejo Naranjo ( COL )   |
| Pista 10000 m masculino detalhes       | Chad Hedrick ( USA )     | Jorge Botejo Naranjo ( COL ) | Martín Alejo Escobar ( ARG )   |
| Estrada 20000 m masculino detalhes     | Derek Parra ( USA )      | Jorge Botejo Naranjo ( COL ) | Chad Hedrick ( USA )           |
| Pista 20000 m masculino detalhes       | Chad Hedrick ( USA )     | Jorge Botejo Naranjo ( COL ) | Derek Parra ( USA )            |
| Pontos combinados masculino detalhes   | Derek Parra ( USA )      | Julián Fernández ( COL )     | Chad Hedrick ( USA )           |
| Maratona masculina detalhes            | Derek Parra ( USA )      | Chad Hedrick ( USA )         | Guillermo Trinaroli ( ARG )    |
| Revezamento 10000 m masculino detalhes | USA Estados Unidos       | COL Colômbia                 | ARG Argentina                  |

Velocidade feminino
| Evento                               | Ouro                    | Prata                   | Bronze                   |
| ------------------------------------ | ----------------------- | ----------------------- | ------------------------ |
| Pista 300 m feminino detalhes        | Gipsy Lucas ( USA )     | Nora Vega ( ARG )       | Heather Laufer ( USA )   |
| Estrada 500 m feminino detalhes      | Lina Zapata ( COL )     | Heather Laufer ( USA )  | Gipsy Lucas ( USA )      |
| Pista 500 m feminino detalhes        | Heather Laufer ( USA )  | Gipsy Lucas ( USA )     | Nora Vega ( ARG )        |
| Estrada 1500 m feminino detalhes     | Heather Laufer ( USA )  | Andrea Gónzalez ( ARG ) | María Richardson ( ARG ) |
| Pista 1500 m feminino detalhes       | Isabel Henao ( COL )    | Rosana Sastre ( ARG )   | Cheryll Ezzell ( USA )   |
| Estrada 5000 m feminino detalhes     | Cheryll Ezzell ( USA )  | Rosana Sastre ( ARG )   | Marcela Caceres ( CHI )  |
| Pista 5000 m feminino detalhes       | Rosana Sastre ( ARG )   | Vicci King ( USA )      | Isabel Henao ( COL )     |
| Estrada 10000 m feminino detalhes    | Vicci King ( USA )      | Rosana Sastre ( ARG )   | Marcela Caceres ( CHI )  |
| Pista 10000 m feminino detalhes      | Cheryll Ezzell ( USA )  | Marcela Caceres ( CHI ) | Natalia Martínez ( ARG ) |
| Pontos combinados feminino detalhes  | Rosana Sastre ( ARG )   | Heather Laufer ( USA )  | Marcela Caceres ( CHI )  |
| Meia-maratona feminina detalhes      | Marcela Caceres ( CHI ) | Rosana Sastre ( ARG )   | Cheryll Ezzell ( USA )   |
| Revezamento 5000 m feminino detalhes | ARG Argentina           | CHI Chile               | COL Colômbia             |

Artística
| Evento                              | Ouro                   | Prata                           | Bronze                    |
| ----------------------------------- | ---------------------- | ------------------------------- | ------------------------- |
| Rotina livre masculino detalhes     | Eric Anderson ( USA )  | Edwin Guevara ( COL )           | Heath Medeiros ( USA )    |
| Rotina artística masculino detalhes | Steven Findlay ( USA ) | Ernesto Tamagnon ( ARG )        | Jason Moreton ( CAN )     |
| Rotina livre feminino detalhes      | Dezera Salas ( USA )   | Canela Emede ( ARG )            | Maria Rodriguez ( ARG )   |
| Rotina artística feminino detalhes  | April Dayney ( USA )   | Jennifer Jill Rodriguez ( USA ) | Carolina Pogliano ( ARG ) |
| Duplas detalhes                     | ARG Argentina          | USA Estados Unidos              | USA Estados Unidos        |
| Dança detalhes                      | USA Estados Unidos     | CAN Canadá                      | ARG Argentina             |

Hóquei
| Evento                       | Ouro          | Prata      | Bronze       |
| ---------------------------- | ------------- | ---------- | ------------ |
| Hóquei sobre patins detalhes | ARG Argentina | BRA Brasil | COL Colômbia |